# Herta Geffke
Herta Geffke, verheiratete Kaasch (* 19. August 1893 in Bollinken; † 29. Dezember 1974 in Berlin), war eine deutsche Politikerin, Widerstandskämpferin gegen den Nationalsozialismus und Funktionärin der KPD und der SED. Als führendes Mitglied der Zentralen Parteikontrollkommission der SED war sie von 1949 bis 1958 für stalinistische Parteisäuberungen mitverantwortlich.

## Leben
Die Tochter eines Schuhmachers aus Bollinken bei Stettin war nach dem Besuch der Volksschule zunächst als Haushaltsgehilfin, später als Druckereiarbeiterin tätig. 1908 trat sie der Sozialistischen Arbeiter-Jugend bei. Sie wurde 1912 Mitglied der SPD, wechselte 1917 zur USPD und 1920 zur Kommunistischen Partei Deutschlands (KPD). Sie war hauptamtliche Bezirkssekretärin der KPD Pommern und ab März 1921 Frauensekretärin für die Bezirke Niederrhein und Ruhrgebiet. Sie wurde 1921 zum Dritten Weltkongress der Kommunistischen Internationale und zum Zweiten Internationalen Frauenkongress in Moskau delegiert. Von 1921 bis 1925 gehörte sie dem Preußischen Landtag an. Zwischen 1922 und 1928 war sie mit dem kommunistischen Funktionär Wienand Kaasch verheiratet. Von 1929 bis 1933 arbeitete sie in der Bezirksleitung der KPD Rheinland-Ruhrgebiet. Ab 1931 war sie für die Rote Hilfe Deutschlands Baden-Pfalz tätig und gehörte ab 1933 deren Zentralvorstand an.
Nach der Reichstagswahl 1933 arbeitete sie politisch in der Illegalität. Im September des gleichen Jahres wurde sie in Essen verhaftet und nach sechs Monaten „Schutzhaft“ am 5. 3. 1934 März 1934 zu zweieinhalb Jahren Zuchthaus wegen Vorbereitung zum Hochverrat verurteilt. Sie war in den Zuchthäusern Ziegenhain bei Kassel und Jauer in Schlesien inhaftiert. Ab 1937 wurde sie in Stettin zur Herrenschneiderin ausgebildet und war danach in diesem Beruf tätig. Sie nahm wieder illegale Parteitätigkeit auf und gehörte 1943/44 der Widerstandsorganisation um Werner Krause und Walter Empacher an.
Zum Ende des Zweiten Weltkriegs nahm sie am 3. Mai 1945 Kontakt zu der aus der Sowjetunion nach Deutschland eingeflogenen KPD-Gruppe um Gustav Sobottka im Bereich der 2. Belorussischen Front in Mecklenburg-Vorpommern auf (einer Nebengruppe der Gruppe Ulbricht). Gustav Sobottka war ab 1943 Mitglied im Nationalkomitee Freies Deutschland. Die Ansprachen des (NKFD) wurden auf Deutsch gesendet.
Geffke besuchte im Anschluss eine Antifaschistische Frontschule der Roten Armee im Stettiner Stadtteil Krekow, kam danach im Juni 1945 mit der Gruppe Sobottka nach Schwerin und wurde Mitglied der dortigen KPD-Landesleitung Mecklenburg. Ab Juli 1945 war sie Frauenverantwortliche der KPD-Landesleitung. Von Juni 1945 bis März 1946 leitete sie das Landesjugendamt Mecklenburg-Vorpommern.
Nach der Zwangsvereinigung von SPD und KPD zur SED im April 1946 war Geffke Sekretärin für Frauen beim Landesvorstand der SED in Mecklenburg. Sie war 1946 Mitglied im Vorstand der Beratenden Versammlung Mecklenburg und gehörte bis 1950 dem Landtag Mecklenburg-Vorpommern an, dessen Dritte Vizepräsidentin sie war. Ab 1947 gehörte sie dem Landessekretariat der SED Brandenburg an. 1947/48 war sie Zentralvorstandsmitglied der Vereinigung der Verfolgten des Naziregimes – Bund der Antifaschistinnen und Antifaschisten (VVN). Von März 1948 bis Mai 1949 war sie Mitglied des Deutschen Volksrates. 1948/49 war sie Mitglied der provisorischen Volkskammer.

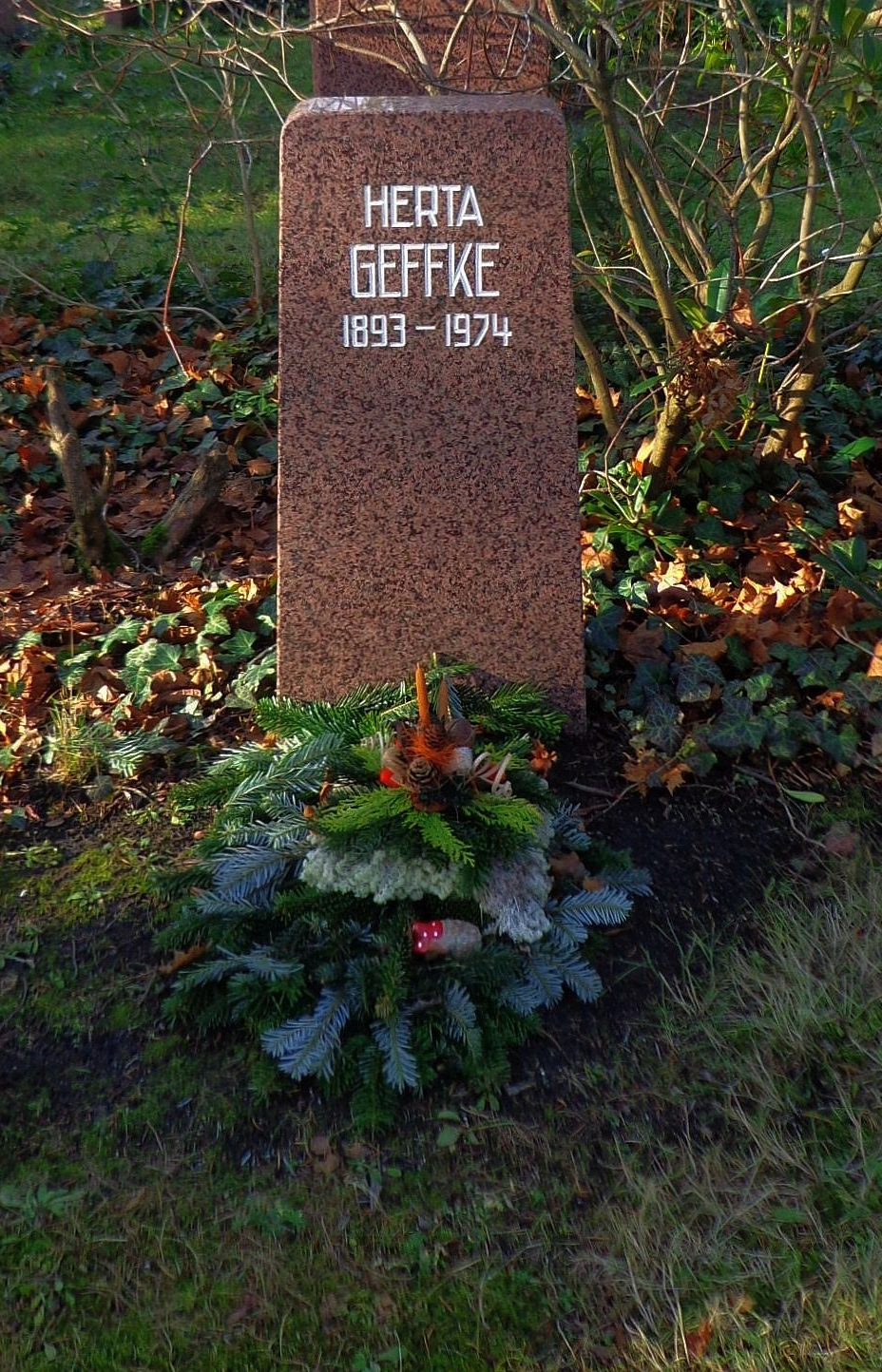
Grabstätte

Ab März 1949 war sie im Rang einer Abteilungsleiterin des ZK der SED Mitglied der Zentralen Parteikontrollkommission (ZPKK) tätig, wo sie neben Hermann Matern für die Säuberungsaktionen innerhalb der SED „von feindlichen und entarteten Elementen“ verantwortlich war. Hier leitete die „bedingungslose und harte stalinistische Funktionärin“ ab November 1949 die „berüchtigte Sonderkommission“, die Verbindungen von deutschen Emigranten zu Noel Field aufdecken sollte. 1954 wurde sie stellvertretende Vorsitzende der ZPKK. Im Jahr 1958 schied sie aus der ZPKK aus und übernahm die Leitung der Kaderabteilung am Instituts für Gesellschaftswissenschaften beim ZK der SED. Mit 69 Jahren ging sie 1962 mit der Ehrenpension der Partei u. a. als Verfolgte des Naziregimes in den Ruhestand.
Sie hatte einen jüngeren Bruder Hans Geffke (18. 7. 1903 - 25. 1 . 1985).

## Ehrungen
Geffke erhielt am 6. Mai 1955 den Vaterländischen Verdienstorden in Silber, anlässlich ihres 65. Geburtstages am 26. August 1958 den Karl-Marx-Orden und 1968 den Vaterländischen Verdienstorden in Gold.
In einem Einzelgrab wurde sie bei der Gedenkstätte der Sozialisten am Pergolenweg (Bereich D, Nr. 295) innerhalb des Berliner Zentralfriedhofs Friedrichsfelde beigesetzt.
In Berlin-Johannisthal wurde vom 2. April 1976 bis 1990 nach Herta Geffke die 9. Polytechnische Oberschule benannt. Nach der friedlichen Revolution in der DDR, trug die Schule von 1994 bis zu ihrem Aufgehen im Gebrüder-Montgolfier-Gymnasium 2006 den Namen Philippe Cousteaus, des tödlich verunglückten Sohnes von Jacques-Yves Cousteau.

## Schriften
- Die Zusammenarbeit in den Frauenausschüssen nach dem Zweiten Weltkrieg trug zur Vereinigung bei In: Vereint sind wir alles (1966), S. 679–688
- Unser antifaschistischer Widerstandskampf und die Beschlüsse der Brüsseler Parteikonferenz 1935 In: Zur Geschichte der Arbeiterbewegung in Pommern (1965), S. 107–110[9]